# Tour du Haut-Var 2009
Il Tour du Haut-Var 2009, quarantunesima edizione della corsa e valida come evento del circuito UCI Europe Tour 2009 categoria 2.1, prima edizione come corsa tappe. Si svolse in due tappe dal 21 al 22 febbraio 2009, su un percorso di circa 354 km. Fu vinto dal francese Thomas Voeckler che terminò la gara con il tempo di 8h40'04", alla media di 40,84 km/h.
Al traguardo di Callian 120 ciclisti conclusero il tour.

## Tappe
| Tappa  | Data        | Percorso                | km  | Vincitore di tappa | Leader cl. generale |
| ------ | ----------- | ----------------------- | --- | ------------------ | ------------------- |
| 1ª     | 21 febbraio | Saint-Raphaël > Grimaud | 160 | Luis León Sánchez  | Luis León Sánchez   |
| 2ª     | 22 febbraio | Draguignan > Callian    | 194 | Thomas Voeckler    | Thomas Voeckler     |
| Totale | Totale      | Totale                  | 354 |                    |                     |

## Squadre e corridori partecipanti
| N.    | Cod. | Squadra                     |
| ----- | ---- | --------------------------- |
| 1-8   | GCE  | Caisse d'Epargne            |
| 11-18 | ALM  | AG2R La Mondiale            |
| 21-28 | FDJ  | Française des Jeux          |
| 31-38 | BBO  | Bbox Bouygues Telecom       |
| 41-48 | COF  | Cofidis, le Credit en Ligne |
| 51-58 | AST  | Astana Team                 |
| 61-68 | QST  | Quick Step                  |
| 71-78 | MRM  | Team Milram                 |
| 81-88 | SAX  | Team Saxo Bank              |

| N.      | Cod. | Squadra                   |
| ------- | ---- | ------------------------- |
| 91-98   | RAB  | Rabobank                  |
| 101-108 | AGR  | Agritubel                 |
| 111-118 | RLM  | Roubaix-Lille Métropole   |
| 121-128 | BSC  | Bretagne-Schuller         |
| 131-138 | BCS  | Besson Chaussures-Sojasun |
| 141-148 | AUB  | Auber 93                  |
| 151-158 | CMO  | Carmiooro-A-Style         |
| 161-168 | LAN  | Landbouwkrediet-Colnago   |
| 171-178 | SKS  | Skil-Shimano              |

## Dettagli delle tappe

### 1ª tappa
- 21 febbraio: Saint-Raphaël > Grimaud – 160 km

Risultati
| Pos. | Corridore          | Squadra      | Tempo    |
| ---- | ------------------ | ------------ | -------- |
| 1    | Luis León Sánchez  | C. d'Epargne | 3h39'02" |
| 2    | Jussi Veikkanen    | F. des Jeux  | s.t.     |
| 3    | Matthieu Ladagnous | F. des Jeux  | s.t.     |

| Pos. | Corridore          | Squadra      | Tempo    |
| ---- | ------------------ | ------------ | -------- |
| 1    | Luis León Sánchez  | C. d'Epargne | 3h39'02" |
| 2    | Jussi Veikkanen    | F. des Jeux  | s.t.     |
| 3    | Matthieu Ladagnous | F. des Jeux  | s.t.     |

### 2ª tappa
- 22 febbraio: Draguignan > Callian – 194 km

Risultati
| Pos. | Corridore       | Squadra       | Tempo    |
| ---- | --------------- | ------------- | -------- |
| 1    | Thomas Voeckler | Bouygues Tel. | 5h01'12" |
| 2    | David Moncoutié | Cofidis       | a 1"     |
| 3    | Chris Sørensen  | Saxo Bank     | a 3"     |

| Pos. | Corridore       | Squadra       | Tempo    |
| ---- | --------------- | ------------- | -------- |
| 1    | Thomas Voeckler | Bouygues Tel. | 8h40'04" |
| 2    | David Moncoutié | Cofidis       | a 5"     |
| 3    | Jussi Veikkanen | F. des Jeux   | a 7"     |

## Classifiche finali

### Classifica generale
| Pos. | Corridore           | Squadra       | Tempo    |
| ---- | ------------------- | ------------- | -------- |
| 1    | Thomas Voeckler     | Bouygues Tel. | 8h40'04" |
| 2    | David Moncoutié     | Cofidis       | a 5"     |
| 3    | Jussi Veikkanen     | F. des Jeux   | a 7"     |
| 4    | Matthieu Ladagnous  | F. des Jeux   | a 9"     |
| 5    | Chris Sørensen      | Saxo Bank     | s.t.     |
| 6    | Jérôme Pineau       | QuickStep     | a 13"    |
| 7    | Julien Simon        | Besson Chaus. | s.t.     |
| 8    | Pierrick Fédrigo    | Bouygues Tel. | s.t.     |
| 9    | Christophe Le Mével | F. des Jeux   | s.t.     |
| 10   | Rémi Pauriol        | Cofidis       | s.t.     |

### Classifica a punti
| Pos. | Corridore          | Squadra       | Tempo |
| ---- | ------------------ | ------------- | ----- |
| 1    | Thomas Voeckler    | Bouygues Tel. | 39    |
| 2    | Jussi Veikkanen    | F. des Jeux   | 30    |
| 3    | Luis León Sánchez  | C. d'Epargne  | 25    |
| 4    | Matthieu Ladagnous | F. des Jeux   | 21    |
| 5    | David Moncoutié    | Cofidis       | 20    |

### Classifica scalatori
| Pos. | Corridore       | Squadra       | Tempo |
| ---- | --------------- | ------------- | ----- |
| 1    | Lilian Jégou    | Bretagne      | 14    |
| 2    | Albert Timmer   | Skil-Shimano  | 12    |
| 3    | Alexandre Aulas | Carmiooro     | 12    |
| 4    | Benoît Sinner   | Besson Chaus. | 10    |
| 5    | Jérémie Galland | Besson Chaus. | 10    |

### Classifica giovani
| Pos. | Corridore       | Squadra       | Tempo    |
| ---- | --------------- | ------------- | -------- |
| 1    | Julien Simon    | Besson Chaus. | 8h40'17" |
| 2    | Julien El Fares | Cofidis       | s.t.     |
| 3    | Maxime Bouet    | Agritubel     | a 14"    |
| 4    | Steven Tronet   | Roubaix       | a 16"    |
| 5    | Peter Velits    | Milram        | s.t.     |

### Classifica a squadre
| Pos. | Squadra            | Tempo |
| ---- | ------------------ | ----- |
| 1    | Cofidis            |       |
| 2    | Française des Jeux |       |
| 3    | Bouygues Telecom   |       |
| 4    | Saxo Bank          |       |
| 5    | Rabobank           |       |